# Guadalaviar (kommun)
Guadalaviar är en kommun i Spanien.   Den ligger i provinsen Provincia de Teruel och regionen Aragonien, i den centrala delen av landet, 170 km öster om huvudstaden Madrid. Antalet invånare är 236. Arean är 28,0 kvadratkilometer. Guadalaviar gränsar till Albarracín.
Terrängen i Guadalaviar är huvudsakligen kuperad, men åt nordväst är den platt.